# Stav Shaffir

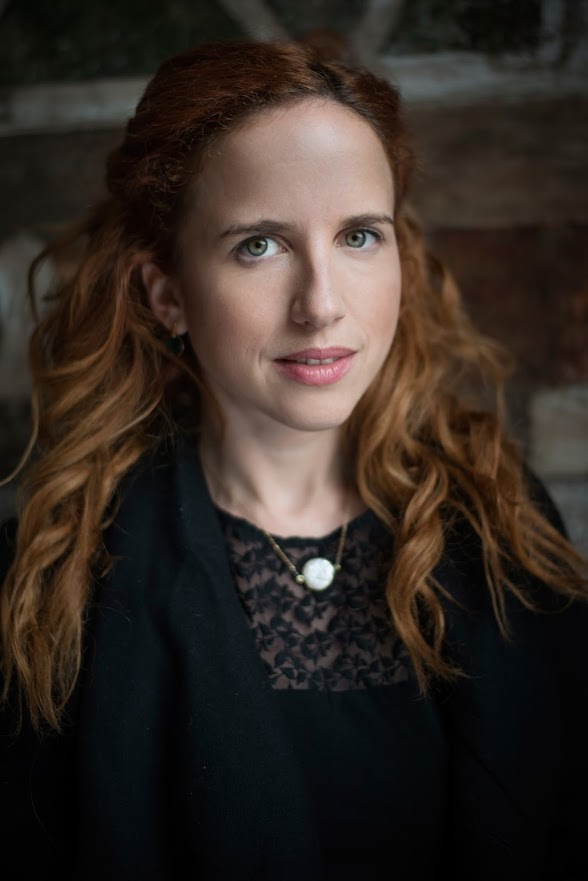
Stav Shaffir (2015)

Stav Shaffir (hebräisch סתיו שפיר; geboren am 17. Mai 1985 in Netanja) ist eine israelische Politikerin der Awoda.

## Leben
Shaffir studierte Soziologie und Medienwissenschaften an der City University London. Während ihres Masterstudiums in Tel Aviv engagierte sich Stav Shaffir aktiv in verschiedenen sozialen Gruppen. Im Jahr 2011 wurde sie zur Sprecherin der größten sozialen Protestbewegung des Landes Israel ernannt. Am 14. Juli baute die Gruppe in Tel Aviv Zelte auf, um gegen soziale Missstände zu protestieren. Die darauf einsetzenden landesweiten Massenproteste forderten mehr Geld für Bildung und Wohnraum, eine Erbschaftssteuer und ein gerechteres Steuersystem. 
Im Februar 2013 wurde Shaffir als Abgeordnete der Arbeiterpartei (Awoda) und jüngste weibliche Abgeordnete in das israelische Parlament (Knesset) gewählt.